# 阮福源
阮福源（グエン・フック・グエン、ベトナム語：Nguyễn Phúc Nguyên / 阮福源、正治6年7月28日（1563年8月16日） - 陽和元年10月10日（1635年11月19日））は、広南国の国主。

## 生涯
阮潢の六男。母は阮氏。光興8年（1585年）にヨーロッパの海賊が沿海一帯を荒らし回ると、軍を率いて撃退し、父からの賞賛を得た。弘定3年（1602年）には広南営の鎮守となり、土地の開拓に励んだ。
弘定14年（1613年）に父が死去すると、その後を嗣いで広南を統治した。瑞郡公を称し、敬宗より順化広南鎮撫、太保郡公に封じられた。阮潢の政策を継承し、鄭松が壟断する後黎朝の支配を拒絶した。
弘定16年（1615年）頃、阮福源はポルトガル商人に対して費福を開港することを許可した。ポルトガル商人からヨーロッパの先進的な大砲を入手し、ヨーロッパの船舶の設計方法を学んだ。費福は西太平洋側の重要な貿易港の一つとして発展した。明の海禁政策のため、多くの日本商人が広南にやってきた。日本商人は明の絹や陶磁器を獲得するため、費福で交易した。
永祚5年（1623年）に鄭松が死去し、その三男の鄭梉が後を嗣ぐと、翌永祚6年（1624年）に阮維時と潘文治を使者として阮福源に対し朝貢を要求してきた。阮福源は鄭梉の要求を拒否し、両者を昇龍に追い返した。
永祚8年（1626年）、鄭梉は阮有本を使者として再び貢納を催促してきた。阮福源が拒絶すると皇帝神宗による阮氏討伐という名分を持って、阮啓・阮名世ら率いる御林軍が南下して広南に侵攻、これが鄭阮紛争の始まりとなった。戦役は4ヶ月間続いたが阮福源は御林軍を撃退し、富春を守りきった。
徳隆元年（1629年）、広南との関係を改善しようと考えた鄭梉は阮福源を節制順化広南二処水歩諸営兼総内外平章軍国重事太傅瑞国公に封じ、軍を率いて神宗に謁見し、高平莫氏を討伐するように迫った。阮福源は陶維慈の意見を容れて、しばらくしてから詔を受けた。翌徳隆2年（1630年）、阮福源は陶維慈に命じて長育塁を築かせて領地の守りを固め、𤅷江の南に11kmにわたる長城を築き、ヨーロッパ式の大砲を配備して、鄭氏の進攻に備えた。
徳隆5年（1633年）、鄭梉率いる御林軍が再度南下してくると、阮有鎰らに命じて迎撃させ、日麗江の海戦で御林軍を撃破した。
陽和元年10月10日（1635年11月19日）に死去。次男の阮福瀾を後継に指名し、弟の阮福渓に後事を託した。死後、大都統鎮南方総国政翼善綏猷瑞陽王と諡され、はじめ広田山に葬られたが、後に海葛山に改葬された。
阮福源の六世の孫の阮福濶が王を称した景興5年4月12日（1744年5月23日）に顕謨光烈温恭明睿翼善綏猷孝文王と改められ、廟号を宣祖とされた。阮福濶の孫の阮福映が阮朝を建てると、嘉隆5年6月8日（1806年7月23日）に熙宗の廟号と顕謨光烈温恭明睿翼善綏猷孝文皇帝の諡号を改めて追尊し、陵を長衍陵とした。

## 子女

### 子
1. 阮福淇（中国語版）
2. 阮福瀾
3. 阮福渶（中国語版）
4. 阮福忠（中国語版）
5. 阮福安
6. 阮福永
7. 阮福淥
8. 阮福泗
9. 阮福紹
10. 阮福栄
11. 阮福敦

### 女
1. 阮氏玉蓮 - 阮福栄に嫁した。
2. 阮氏玉万（中国語版） - カンボジア王チェイ・チェッタ2世（英語版）に嫁した。
3. 阮氏玉誇（中国語版） - チャンパ（中国語版）王ポー・ロメ（中国語版）に嫁した。
4. 阮氏玉鼎 - 阮福喬に嫁した。

### 養女
1. 阮氏玉華（中国語版） - 日本商人の荒木宗太郎に嫁した。子孫には板垣退助に嫁いだ荒木絹子がいる。